# Estela de Sebecu
Estela de Sebecu, inscrição em hieroglifos egípcios, descoberta em Abidos, pelo arqueólogo John Garstang, em 1910.
Traduzida e publicada por T. E.Peet, trata-se de uma estela funerária do general egípcio Sebecu (século XIX a.C.), que serviu ao faraó Sesóstris III, e ao seu sucessor, Amenemés III, e realizou campanhas militares na Núbia e na Síria-Palestina.
Ela contem informações (as mais remotas que até agora dispomos) sobre os beduínos do Sinai (Mentiu), os povos do sul da Palestina (Retenu) e sobre os Cananitas (Aamu), contra os quais Sebecu teria travado uma batalha, às proximidades da cidade de Secmem, que alguns associam à bíblica Siquém.